# Полонинський хребет

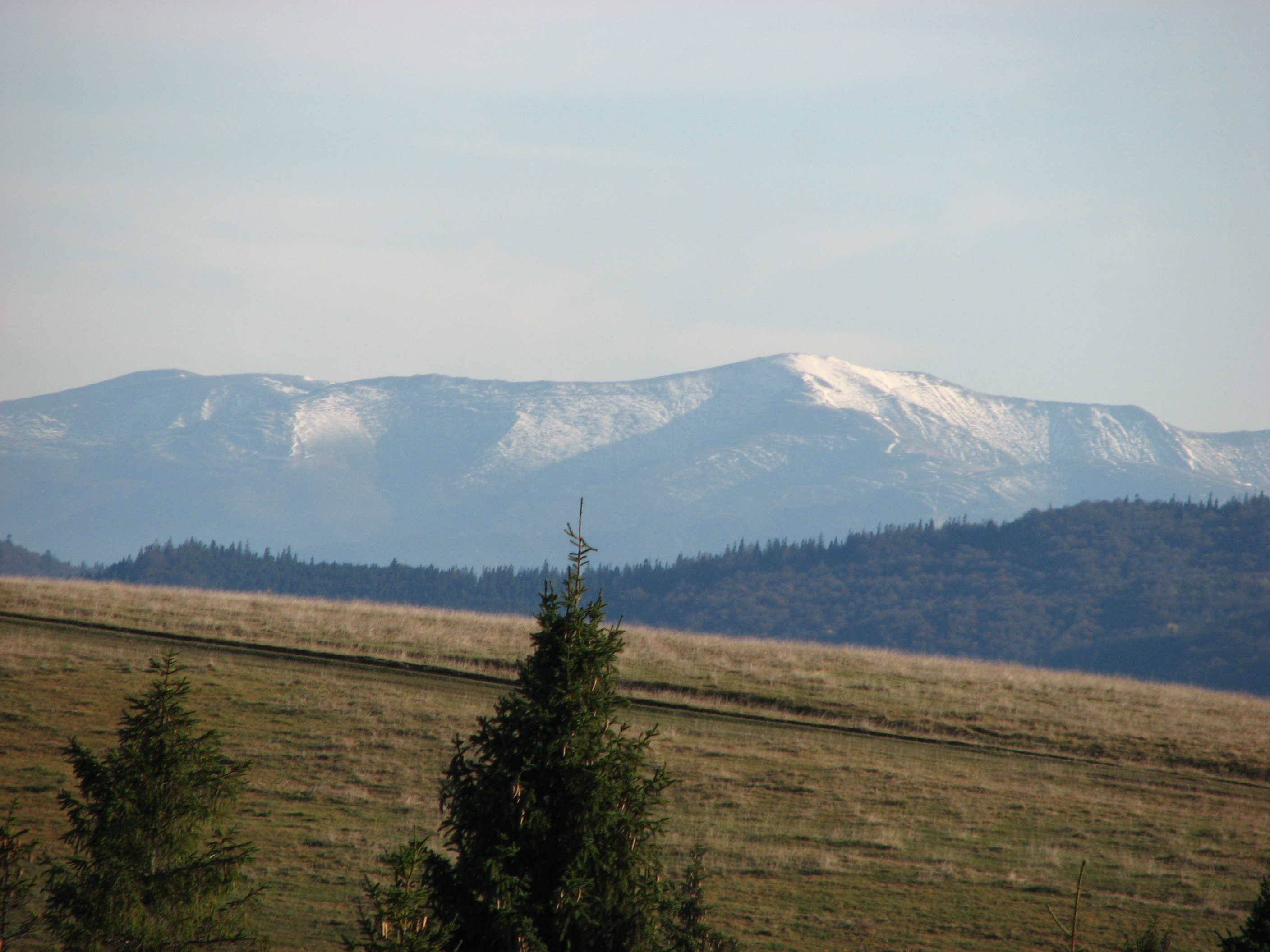
Гори у північно-західній частині Полонинського хребта

Полони́нський хребе́т (інша назва Полонинські Бескиди; пол. Beskidy Połonińskie) — гірський масив (система хребтів) у внутрішній смузі Українських Карпат, у межах Закарпатської області. 

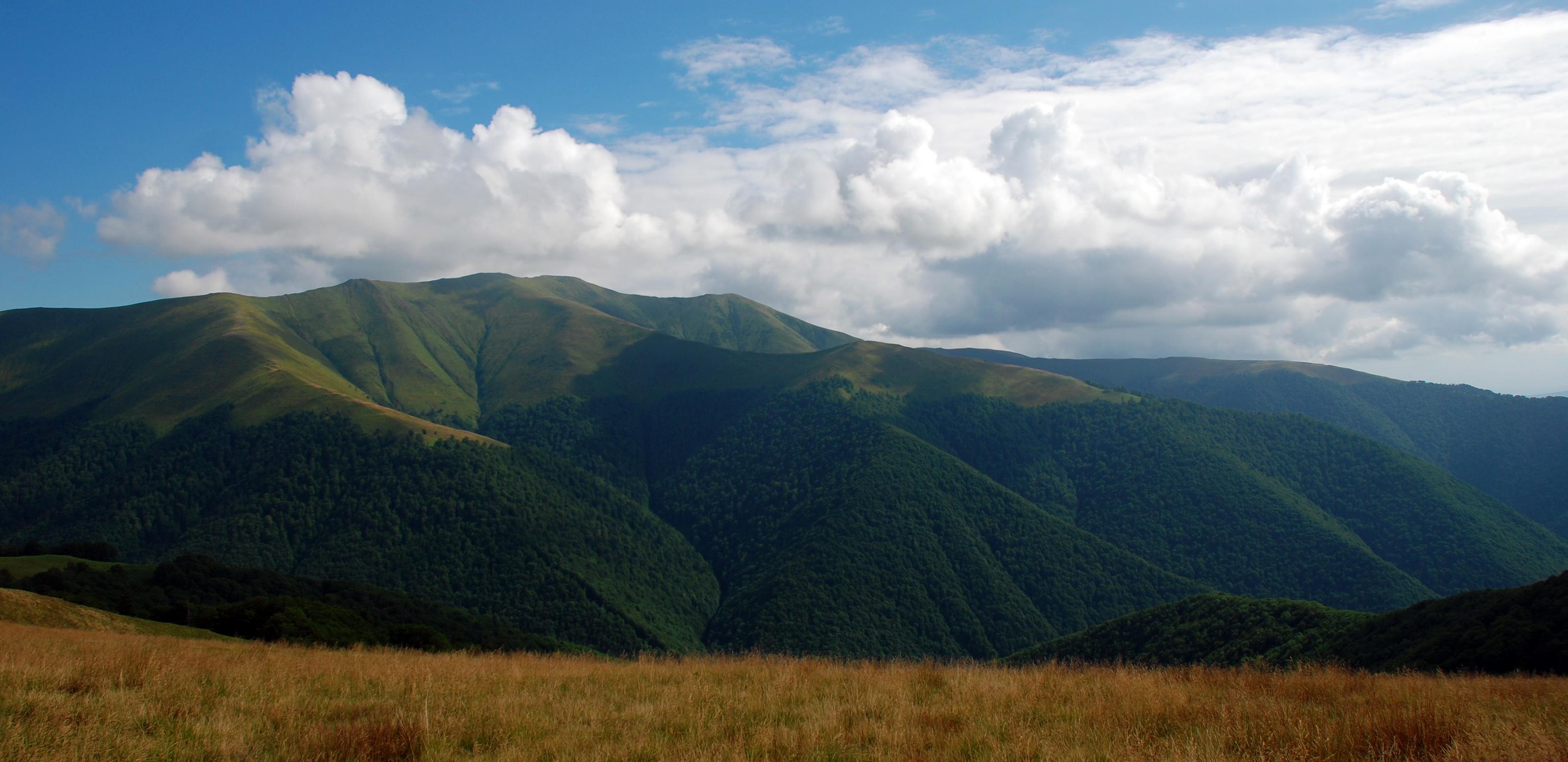
Вигляд на гору Стій

Простягається з північного заходу на південний схід між річками Ужем і Тересвою (за іншими джерелами: між річками Ужем і Тисою) на понад 150 км. На південному заході від Полонинського хребта простягаються Вигорлат-Гутинський хребет і Верхньотисинська улоговина, на північному сході — Вододільний хребет і масив Горгани. Переважні висоти 1400–1500 м, найвища — г. Стій (1681 м). Долинами річок Ужа, Латориці, Вічі, Тереблі, Тересви розчленований на окремі високі та широковерхі масиви, вершинні поверхні яких займають полонини (хребти) — Полонина-Руна, Лютянська Голиця, Гостра Гора, Боржава, Красна, яким властиві круті схили. Геоструктурно відповідає Дуклянському та Поркулецькому покривам. Складається з флішу. Полонинський хребет відзначається великими коливаннями відносних висот (до 1000–1200 м). Південно-східні схили пологіші ніж інші. 
Між горами масиву беруть початок річки: Тур'я, Люта, Боржава, Мала і Велика Уголька, Лужанка та інші. 
Для Полонинського хребта характерна ярусність ландшафтів. Найпоширеніший ярус крутосхилового лісистого середньогір'я (до висоти 1200 м), який займає до 70% загальної площі. Тут переважають букові та буково-ялинові ліси на буроземах. Вище 1200–1400 м виділяється ярус полонинського середньогір'я з пустищними луками на гірськолучних і торф'яних ґрунтах. Вершини вкриті субальпійською рослинністю. Район рекреації. Північно-західна частина хребта лежить у межах Ужанського національного природного парку, у верхній течії річки Тереблі лежить частина Національного природного парку «Синевир», а у верхів'ях річок Угольки та Лужанки — Угольсько-Широколужанський заповідний масив (частина Карпатського біосферний заповідника).